# Gullrock Lake
Der Gullrock Lake ist ein See im Kenora District im Westen der kanadischen Provinz Ontario.

## Lage
Der Gullrock Lake befindet sich 14 km ostsüdöstlich von Red Lake. Der See wird vom Chukuni River von Westen nach Osten durchflossen. Der See hat eine Fläche von 68 km². Er hat eine Längsausdehnung in Südsüdwest-Nordnordost-Richtung von 18 km und eine Breite von etwa 10 km. Seine maximale Tiefe beträgt etwa 18 m. Der Gullrock Lake bildet mit den benachbarten Seen Red Lake, Keg Lake, Ranger Lake und Two Island Lake eine Kette von Seen. 

## Seefauna
Der See gilt als beliebtes Angelgewässer. Glasaugenbarsche mit einer Länge von mehr als 46 cm (18 in) und Hechte länger als 70 cm (27,5 in) sollen gemäß der Gullrock Policy wieder freigelassen werden.